# Prerow
Prerow település Németországban, Mecklenburg-Elő-Pomeránia tartományban. Lakosainak száma 1460 fő (2023. december 31.).

## Népesség
A település népességének változása:
| Lakosok száma | 1615 | 1450 | 1455 | 1490 | 1492 | 1460 |
|               | 2010 | 2017 | 2019 | 2021 | 2022 | 2023 |